# George Kotaka
George Kotaka est un karatéka américain né le 28 juillet 1977 à Honolulu, à Hawaii. Il est surtout connu pour avoir été titré champion du monde de karaté en kumite individuel masculin moins de 65 kilos aux championnats du monde de karaté 2002 et 2008.

## Résultats
| Résultat           | Date             | Épreuve                   | Catégorie | Compétition                     | Ville hôte            |
| ------------------ | ---------------- | ------------------------- | --------- | ------------------------------- | --------------------- |
| Médaille de bronze | Octobre 2000     | Kumite individuel - 65 kg | Seniors   | Championnats du monde 2000      | Munich, en Allemagne  |
| Médaille d'or      | Novembre 2002    | Kumite individuel - 65 kg | Seniors   | Championnats du monde 2002      | Madrid, en Espagne    |
| Médaille d'argent  | Mai 2008         | Kumite individuel - 65 kg | Seniors   | Championnats panaméricains 2008 | Caracas, au Venezuela |
| Médaille d'or      | 15 novembre 2008 | Kumite individuel - 65 kg | Seniors   | Championnats du monde 2008      | Tōkyō, au Japon       |